# 경수창
경수창(耿壽昌, ? ~ ?) 또는 경창(耿昌)은 전한 후기의 관료이자 수학자·경제학자·천문학자이다. 셈에 뛰어나 선제의 총애를 받았다.

## 행적
원강 원년(기원전 65년), 두현(杜縣) 동쪽의 벌판에 능묘를 조성하여, 두릉(杜陵)으로 개편하였다. 두릉 조성은 경수창의 공적이었다.
선제가 즉위한 후 여러 해에 걸쳐 풍년이 들었고, 곡식 값이 한 석에 5전밖에 되지 않아 농민들의 이득이 적었다. 오봉 4년(기원전 54년), 대사농중승(大司農中丞) 경수창은 선제에게 아뢰었다.
| “ | 예전에는 해마다 함곡관 동쪽의 곡식 4백만 곡(斛)을 배로 실어 서울에 공급했었는데, 이때 병사 6만 명을 썼습니다. 삼보·홍농·하동·상당·태원의 곡식을 사들이면 서울에 충분히 공급하고, 관동의 조운에 동원되는 병력을 반으로 줄일 수 있을 것입니다. | ” |

여기에 더하여 해조(海租)를 세 배로 올리자고 하였고, 선제는 경수창의 의견에 따랐다. 소망지는 이에 반대하였다.
| “ | 예전에 어사대부의 속관 서궁(徐宮)은 집이 동래에 있었는데, 제게 말하기를 왕년에 해조가 올랐을 때 고기가 나오지 않았다고 했습니다. 또 늙은이들이 말하기를, 무제 때 현의 관리가 직접 고기잡이에 나서니 바다에 고기가 나오지 않았고, 다시 백성들에게 고기를 잡게 하니 나왔다고 합니다. 음양이 만물에 감응함이 모두 이러한 법입니다. 지금 경수창의 말을 따르기 위하여 곳간을 짓고 배를 고치는 데에 드는 비용이 2억 전이나 됩니다. 또 사람을 부려야 하니, 백성들에게 피해가 가게 됩니다. 경수창은 장사나 저울 눈금을 보는 일에나 능하고, 치밀하고 신중하게 일을 꾸미는 데에는 부족한 자입니다. 마땅히 예전처럼 하여야 합니다. | ” |

선제는 소망지의 말을 듣지 않고 일을 시행하였고, 과연 농민들에게 이득이 되었다.
경수창은 다시 변방의 군들로 하여금 곳간을 짓게 하여 곡식의 값이 쌀 때 비싸게 사들여 농민의 이득을 보장하고, 비쌀 때에는 싼 값에 되팔아 구휼할 것을 아뢰었다. 선제는 이 또한 따랐고, 이 곳간을 상평창이라 이름지었다. 상평창은 백성들에게 큰 도움이 되었고, 경수창은 공로를 인정받아 관내후에 봉해졌다.
감로 2년(기원전 52년), 해와 달의 이동에 대해 논하여 상주하였다.
장창과 함께 산술로 명성을 떨쳤고, 진나라 때의 자료를 수집하여 《구장산술》의 편집에 관여하였다. 저작으로 《월행백도》(月行帛圖) 232권·《월행도》(月行度) 2권이 있었으나, 모두 현전하지 않는다.

## 출전
- 반고, 《한서》
  - 권8 선제기
  - 권24상 식화지 上
  - 권30 예문지
  - 권78 소망지전
- 사마표, 《속한서》
  - 지제2 율력 中 가규논력